# Jonathan Ross
Jonathan Stephen Ross, OBE (Londres, 17 de novembro de 1960) é um apresentador de televisão e rádio inglês. É mais conhecido por apresentar o programa Friday Night with Jonathan Ross entre 2001 e 2010.
Esta casado com Jane Goldman.